# うれしいひとこと
『うれしいひとこと』は、日本の女性歌手、種ともこの5枚目のスタジオ・アルバム。1990年2月21日発売。発売元はCBSソニー（現ソニー・ミュージックエンタテインメント）。

## 概要
- 前作『オ・ハ・ヨ』から約1年ぶりとなるアルバム。
- オリコンチャートでは初登場5位を記録し、種ともこのアルバムの中で一番の売り上げを記録する[1]。

## 収録曲
1. 笑顔で愛してる
2. 日曜日はパジャマのままで
3. 好きだと言わせない
4. 雲に映る歌
5. 屋上へゆこうよ
6. 二度と森へは誘わないで
7. ゼイタクにKiss+Tears
8. 安売り水着を結局買ったアタシの歌
9. ダイエット・ゴーゴー
10. うれしいひとこと